# Wauthier-Braine
Pour les articles homonymes, voir Wauthier et Braine.
Wauthier-Braine (en wallon : Wåtî-Brinne ; en néerlandais : Woutersbrakel) est une section de la commune belge de Braine-le-Château située en Région wallonne dans la province du Brabant wallon. C'était une commune à part entière avant la fusion des communes de 1977.
L'administration communale se situe à Braine-le-Château.

## Toponymie
Wauthier-Braine est attesté en 1231 et sous la forme « Brainne » et « Brena » en 1233. 
Le toponyme "Wauthier" provient probablement d’un prénom germanique répandu à l’époque, probablement un seigneur local, associé à  "Braine" qui serait une corruption du mot celtique «bragonna » désignant des terrains marécageux recouverts de bruyères (donnant aussi le toponyme « Brakel » en néerlandais). Il en serait de même pour les noms de ses voisines Braine-l'Alleud et Braine-le-Château.
On retrouve également les formes Brania Walteri ou Braine de Walter (1225, 1232, 1250, 1280, 1441), Walteri Brania (1235), Walteri Brenna (1237). En français, on trouve les variantes Wautier Braine (1270, 1283, 1617, 1787), Watier Braine (1230, 1280, 1498), ou encore Wouter Braken (1374) en flamand.

## Démographie
Les données démographiques conservées dans la monographie de Tarlier et Wauters révèlent l'évolution de la population : on comptait, en 1784, 634 habitants : 1 prêtre, 2 religieux, 21 religieuses, 128 hommes, 133 femmes, 104 garçons et 87 filles âgés de plus de 12 ans, 87 garçons et 74 filles âgés de moins de 12 ans.
- Sources:INS, Rem:1831 jusqu'en 1970=recensements, 1976= nombre d'habitants au 31 décembre

## Histoire
L'histoire de Wauthier-Braine est étroitement liée à celle de l'abbaye cistercienne établie sur son territoire en 1231. L'abbaye obtient rapidement le droit de dîme sur le village ainsi que de nombreux biens : terres, bois, fermes, moulin. L'abbaye y exerce également certains droits de basse et moyenne justice. L'abbaye disparait en 1794 avec l'arrivée des révolutionnaires Français.
Le territoire de Wauthier-Braine présentait une structure seigneuriale complexe. Selon les sources de Tarlier et Wauters, la paroisse appartenait en entier au duc de Brabant, sous lequel « toutes les amendes et forfaitures se jugeaient selon la loi de Genappe ». Toutefois, plusieurs seigneuries se partageaient les droits :
- L'abbaye de Wauthier-Braine possédait sa propre juridiction.
- Le chapitre de Nivelles détenait des droits sur la seigneurie de Noucelle.
- Les sires de Gaesbeek avaient également des prérogatives sur certaines parties du territoire.

## Patrimoine et culture
- Église paroissiale dédiée aux saints Pierre et Paul, reconstruite en 1831 sur les plans de l'architecte Moreau de Nivelles, remplaçant un édifice d'architecture ancienne. Elle abrite des fonts baptismaux remarquables (XIIe siècle).
- Ancienne abbaye cistercienne de Wauthier-Braine (1231 - 1794)
- La cure (1772) située sur la Grand-Place, en briques et pierre bleue, restaurée et convertie en maison de la ruralité, dont les façades et toitures sont classées au patrimoine architectural.
- Le peintre Frans Depooter (1898-1987), cofondateur du Groupe Nervia, a résidé à Wauthier-Braine et réalisé plusieurs tableaux dans le village.Fronton de l'abbaye de Wauthier-Braine (1763).

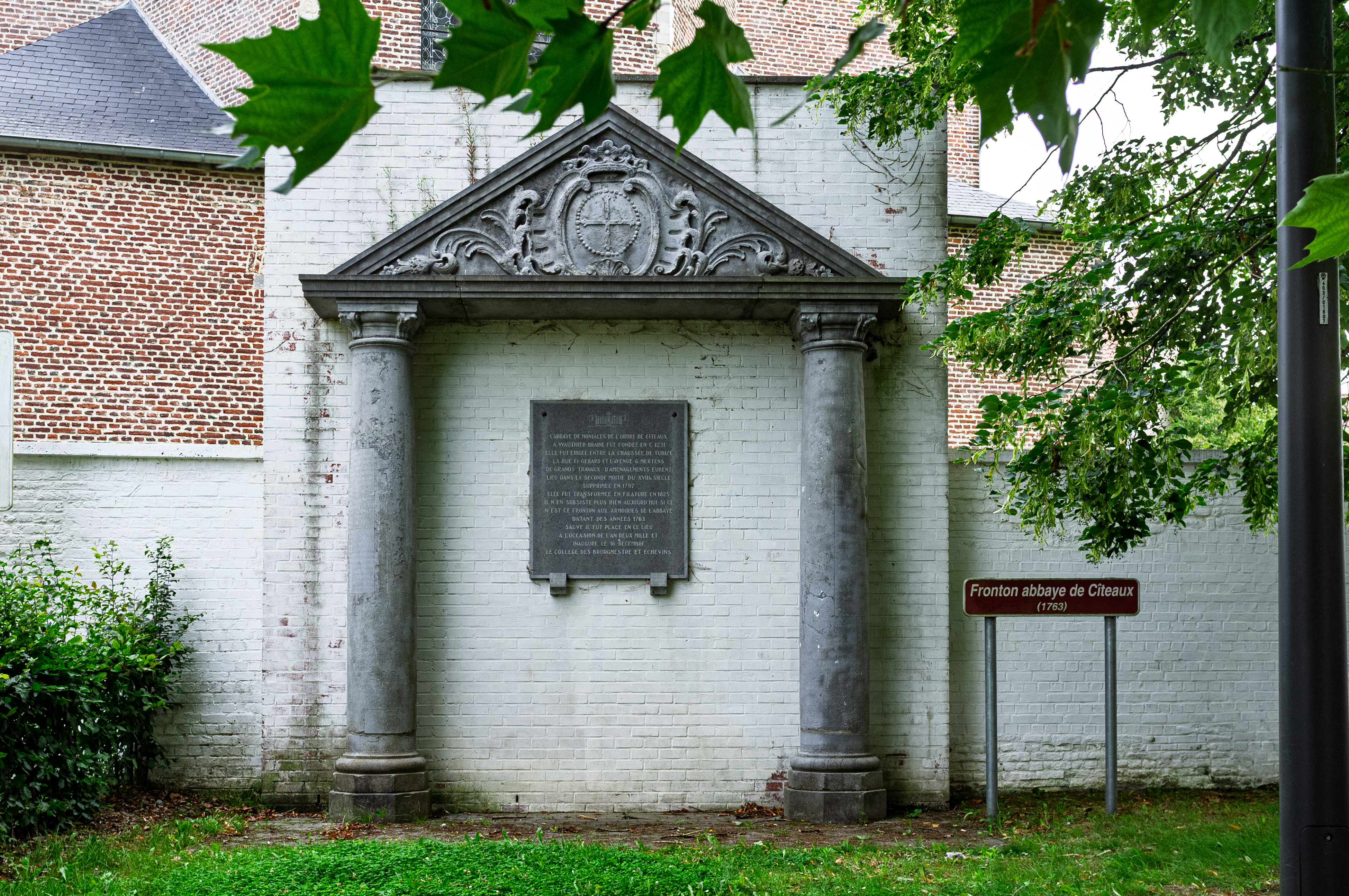
Fronton de l'abbaye de Wauthier-Braine (1763).

## Enseignement
- École fondamentale libre « Les Marronniers »
- École communale « Les Coccinelles »
- École communale de Noucelles « Aux 2 Tilleuls »

## Économie

### Agriculture et élevage
Traditionnellement les terres étaient exploitées par de grandes fermes, souvent d'origine monastique : la Court-au-Bois, la Ferme del Borre (disparue), la Ferme de Nizelle, constituaient les principales exploitations au XIXe siècle.

### Industrie hydraulique
Deux moulins à grains ont été établis sur le Hain et mus par une roue hydraulique : le Moulin de l'Abbaye avec 2 paires de meules, le Moulin Linard (Noucelles, disparu) avec 4 paires de meules.
Au XIXe siècle s'ajoutèrent deux filatures de coton (l'une sur le site de l'ancienne abbaye) exploitant également la force hydraulique du Hain.

### Parc d'activités économiques
Wauthier-Braine héberge une partie de la Zone d'activité économique Vallée du Hain.